# Saint-Antonin-Noble-Val
Saint-Antonin-Noble-Val är en kommun i departementet Tarn-et-Garonne i regionen Occitanien i södra Frankrike. Kommunen ligger i kantonen Saint-Antonin-Noble-Val som tillhör arrondissementet Montauban. År 2022 hade Saint-Antonin-Noble-Val 1 951 invånare.

## Befolkningsutveckling
Antalet invånare i kommunen Saint-Antonin-Noble-Val
| Referens: INSEE |